# Kunstjahr 1571
Liste der Kunstjahre

Kunstjahr 1571 | 1573

Weitere Ereignisse
Dieser Artikel behandelt das Kunstjahr 1571.

## Ereignisse

### Architektur

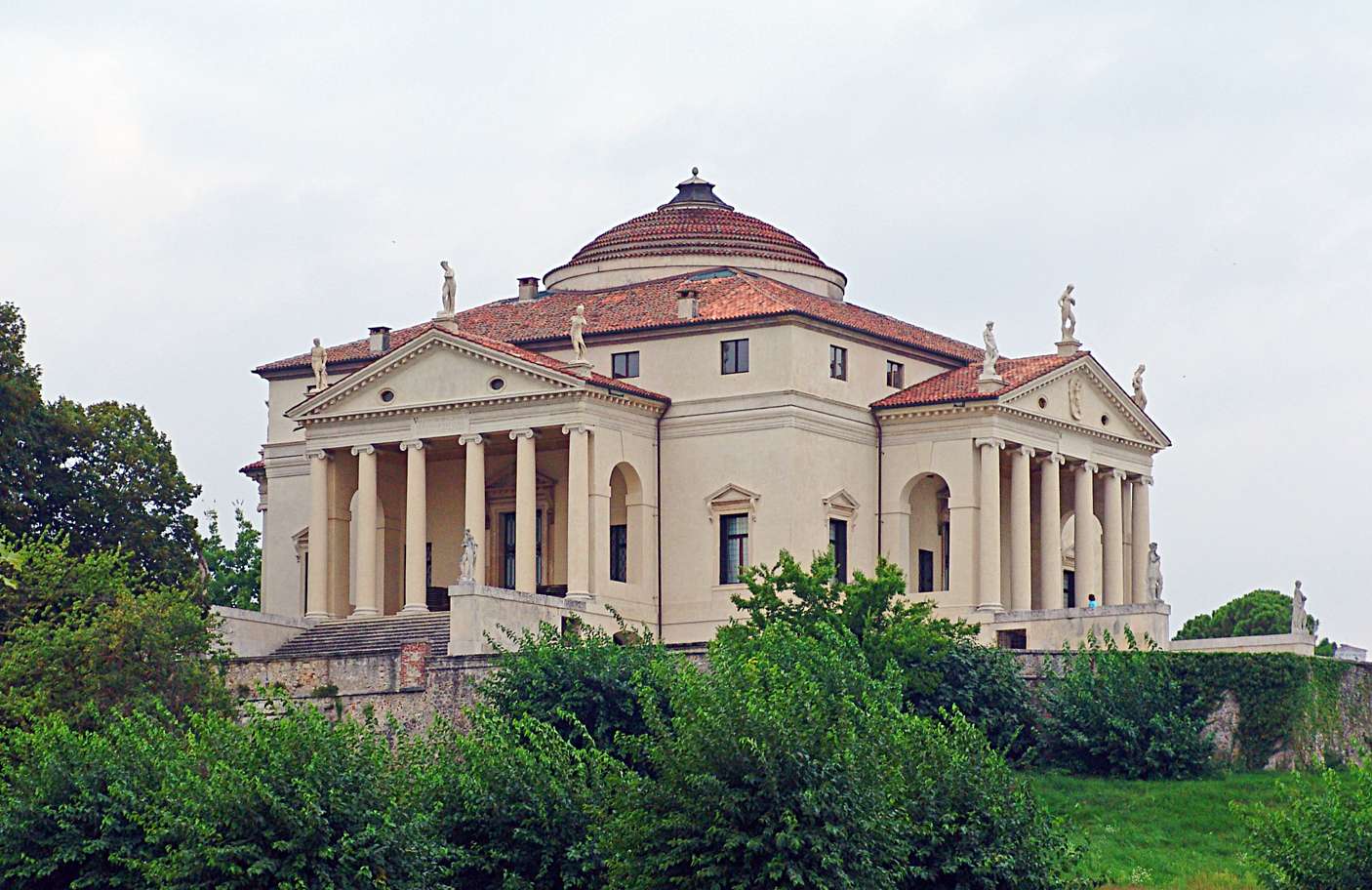
La Rotonda, von der Viale Riviera Berica aus gesehen

- Die Villa La Rotonda bei Vicenza in (Nord-Italien) wird fertiggebaut.

### Malerei
- Tizian vollendet das Ölgemälde Tarquinius und Lucretia.

## Geboren

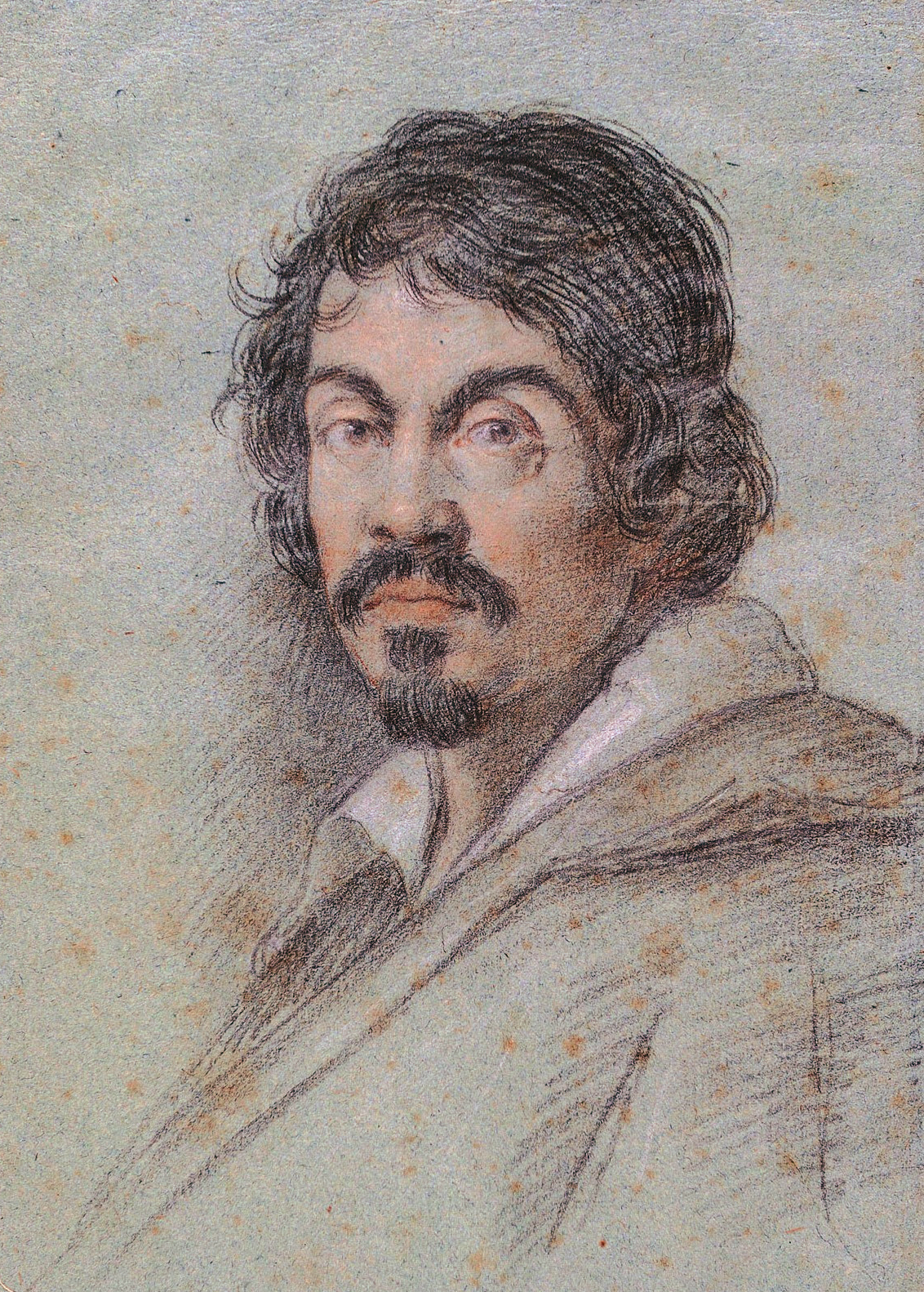
Porträt Caravaggios von Ottavio Leoni

- 13. Januar: Carlo Antonio Procaccini, italienischer Maler († nach 1628)
- 18. Februar: Hans Caspar Lang der Ältere, Schweizer Glas-, Tafel- und Fassadenmaler sowie Buchillustrator († 1645)
- 21. April: Jacob Isaacsz. van Swanenburgh, niederländischer Maler († 1638)
- 16. Juli: Theodor Galle, niederländischer Kupferstecher († 1633)
- 29. September: Michelangelo Merisi da Caravaggio, italienischer Maler, Begründer der römischen Barockmalerei († 1610)
- 15. Oktober: Jakob Matham, niederländischer Kupferstecher († 1631)

- Theodor Galle, niederländischer Kupferstecher († 1633)

## Gestorben
- 19. Januar: Paris Bordone, italienischer Maler (* 1500)
- 13. Februar: Benvenuto Cellini, italienischer Bildhauer und Goldschmied (* 1500)
- 21. März: Hans Asper, Schweizer Maler (* 1499)
- 23. April: Hans Rudolf Manuel, Schweizer Holzschnitzer und Politiker (* 1525)
- 07. Mai: Anton van den Wyngaerde, flämischer Vedutenmaler und Kartograf
- Dezember: Baldassare Lanci, italienischer Künstler und Architekt (* 1510)

- Nicolò dell’Abbate, italienischer Maler (* 1509)
- Joachim Deschler, deutscher Medailleur und Bildhauer (* um 1500)